# Италианска окупация на Франция
Италианската окупация на Франция е италианска окупационна зона във Франция, съществувала между 1940 и 1943 година, по време на Втората световна война.
Създадена е след Компиенското примирие от юни 1940 година, когато голяма част от Франция е анексирана или окупирана от Германия, в централна и южна Франция се установява марионетния Режим от Виши, а Италия окупира някои крайгранични области. В края на 1942 година Германия и Италия окупират и територията на Режима от Виши, като Италия заема по-голямата част от Корсика, Прованс, Дофине и Савоя. След капитулацията на Италия през септември 1943 година италианската окупационна зона във Франция, както и голяма част от самата Италия, са окупирани от германците.